# 南まゆ
南 まゆ（みなみ まゆ、1993年11月27日 - ）は、日本のストリッパー、AV女優。所属はアリスJAPAN→マインズ（芸能事務所）（2018年5月1日～）。東京都出身。

## 略歴
2015年1月、週刊プレイボーイ1/26号に川島小鳥撮影でグラビアデビュー。
2015年4月、アリスJAPAN専属女優としてAVデビュー。
2016年2月、DMM.R18アダルトアワードで最優秀新人女優賞にノミネート。
2016年3月1日、浅草ロック座でストリップデビュー。デビュー時から浅草ロック座の大トリ（７景）を飾り、現在もロック座のトリを務めている。
2024年2月23日にはトークイベント「踊り子とenjoy」に参加した。
2024年4月27日、28日に東京・築地にあるギャラリーnollaで『春夏秋冬たっぷり南まゆプロジェクト』と銘打たれた企画-最終章-の写真展『南まゆ誕生記念写真展』を開催した。

## 人物
- 趣味・特技はアコースティックギター。
- 2015年にAVデビューについて「小さな頃からずっと芸能界に憧れていた事もあり、街でスカウトされた時に「このチャンス逃したくない！」とＡＶも受け入れました。今後はグラビアにも挑戦して、将来的には映画出演が目標です。」と述べている。[5]
- 2019年にストリップデビューについて「浅草ロック座に川上奈々美さんのステージを観に行ったんです。それまでストリップなんて全く知らなかったのですが、強い衝撃を受けました。人間の肉体ってなんて美しいんだろうって。それで感動のあまり、ダンスの経験もないのに自分でもやりたいと思ってしまったんです」と述べている[6]。
- 2019年のインタビューで「将来の願望を言えば、浅草をはじめストリップというショーがちゃんと生き残って、そこで私が踊り続けていられたらいいですね。そのためにも、少しでもクオリティの高いステージになるよう、努力をして行きます」とストリッパーとしての決意を述べている[6]。
- 2021年のインタビューではAVは引退こそしていないものの、「主戦場は劇場」と答えている[7][8]。

## 出演作品

### アダルトビデオ
- グラビアタレント 南まゆ AVデビュー（4月10日、アリスJAPAN）
- 魅惑のランジェリーStyle（5月8日、アリスJAPAN）
- 出会って4秒で合体（6月12日、アリスJAPAN）
- 本能を呼び覚ます濃厚なる4つのSEX（7月10日、アリスJAPAN）
- アダルトグッズ開発課に配属された女子社員（8月14日、アリスJAPAN）
- 壁ドンしてひるんだ隙に膣ドン!（8月14日、アリスJAPAN）他出演:長瀬麻美、有沢杏、長澤えりな、川上奈々美
- 卑猥なヌルテカBODYと性交（9月11日、アリスJAPAN）
- Wマ○コ付き物件（10月9日、アリスJAPAN）共演:有沢杏
- 人間廃業×催眠&トランス（11月13日、アリスJAPAN）
- 2画面痴漢 【OL編】（12月11日、アリスJAPAN）

- 思わずもう1回ハメたくなるお掃除フェラ（1月8日、アリスJAPAN）
- 人間廃業×黒人（2月12日、アリスJAPAN）
- 彼女調教カタログ（3月11日、アリスJAPAN）
- 上半身はお仕事中 下半身は犯され中（4月13日、アリスJAPAN）
- 官能小説 嫁くらべ 〜夫に内緒で犯されて〜（5月13日、マックス・エー）共演:夏希みなみ
- ド痴女だらけ強制24射精 痴女ハーレム楽園 〜男潮吹き・中出し・6回戦サービス有り贅沢240分〜（9月1日、痴女ヘブン）共演:里美ゆりあ、桜井彩、佐々木あき　※AV OPEN 2016 女優部門エントリー作品
- 足ピーンイキ! そけい部リンパマッサージ（11月19日、MOODYZ）他出演:小野寺梨紗、麻里梨夏
- SODファン大感謝祭! 賢者タイムなし! 何発も発射できる猛者が神! 射精無制限ぜつりんバスツアー 超人気女優16人VS一般募集素人ファンによる夢の大乱交! 勢19名 一泊二日79発射!（12月22日、SODクリエイト）共演:飛鳥りん、戸田真琴、大槻ひびき、波多野結衣、椎名そら、跡美しゅり、あず希、宮崎あや、浜崎真緒、小谷みのり、澁谷果歩、広瀬うみ、水野朝陽、あべみかこ、蓮実クレア

- SODファン大感謝祭！裏ぜつりんバスツアー 脱落者救済 熱血SEX塾 発射できないダメち○ぽは私たちがお仕置きよ (1月6日、SODクリエイト) 共演::飛鳥りん、戸田真琴、椎名そら、跡美しゅり、あず希、宮崎あや、小谷みのり、水野朝陽、浜崎真緒、澁谷果歩、広瀬うみ、あべみかこ、蓮実クレア、大槻ひびき、波多野結衣
- 速報 好みの女が居たらその場でセックスできる 挿れてんチョ法案が可決された! 男が女を見て欲情した時に「お前に挿れたい」と宣言したら女はその場で「挿れてんチョ」と言って股を開かなければいけない!!（2月16日、サディスティックヴィレッジ）他出演:美咲かんな、小野寺梨紗
- 黒王子と白王子 ～ドSと鬼畜～ 白王子の監禁調教 淫らに感じる身体（3月2日、GIRL'S CH）共演：北野翔太／他出演：有馬芳彦、美泉咲
- ザ・マジックミラー 顔出し！女子大生限定 素人娘初めての3P体験編 4 Wチ○ポに恥じらいつつもオマ○コがキュンと疼きだす！スケベ心が抑えられずに連続絶頂!!計16挿入!! in池袋 (5月7日、ディープス) 他出演:多数

- 絶対に手を出してはいけない相手を夜這いしちゃった俺10 SPECIAL（1月11日、アキノリ）他出演：星奈あい、小野寺梨紗、橘メアリー、黒木いくみ、阿部乃みく
- 魅惑のおっぱい奴隷 05 美顔、巨乳に濃厚精子18発（8月17日、MAD）共演：真白ここ
- ヒロイン徹底凌辱06 天空戦隊ウィングフォース（8月24日、GIGA (アダルトビデオ)）
- 巨乳義姉とソープ体験!? どうしても「ソープで童貞を捨てたい」と父の再婚相手の連れ子にカネをせがむと「私でしてみる?」とまさかの展開に!? 素股プレイ中に我慢できず事故を装いヌルッと生挿入! 戸惑いながらもイキまくる淫乱な義姉と腰砕け中出しSEX!!（10月5日、プレステージ/DOC PREMIUM）他出演：玉木くるみ、三島奈津子、宝田もなみ
- ASMR淫語病棟24時（10月11日、SODクリエイト）他出演：大槻ひびき、波多野結衣、篠田ゆう、あおいれな、皆瀬杏樹
- ビジネスホテルのマッサージ師の胸チラで股間が反応してしまった俺 10（11月8日、AKNR）他出演：星乃レイア、沖田里緒
- 髪射 嫌がる女の自慢の髪に無理やり濃厚ザーメン発射（11月20日、レイディックス）
- 全員パンスト＆パンティ履いたままお漏らし 6人のお濡らし美女（11月20日、レイディックス）
- 触手十字架地獄 2 美聖女戦士セーラープリースト（11月23日、GIGA (アダルトビデオ)）
- 【NTR願望】俺の嫁を抱いてくれ（12月20日、アキノリ）他出演：椎葉みくる、かなで自由

- 最新不感症治療「膣フィラー」女としての悦びを取り戻すため意を決して体験する膣のゆるみ改善施術!! その副作用で膣内の感度が急上昇!! どんどんスケベ化する清楚系むっつり女子（1月1日、LEO）他出演：八乃つばさ、紗々原ゆり
- 【配信専用】射精が止まらない！柔らか巨乳おっぱい濃厚美女パイズリ！4 （1月4日、DOC）
- 本当にあった濡れる話 ～超タイプのイケメンと絶頂エッチ編～（3月2日、GIRL'S CH）他出演：愛乃零、あおいれな、星川凛々花、日向うみ
- 本当にあった濡れる話 ～大好きなカレとイチャラブ編～（3月22日、GIRL'S CH）他出演：愛乃零、森はるら、あおいれな
- 男根に堕ちたドM若妻（5月1日、プラネットプラス/七狗留）
- 隣の美人妻 泥酔し部屋を間違え「ただいま～!」（7月1日、プラネットプラス/七狗留）
- デリヘル呼んだら元同僚!（7月27日、ビッグモーカル）他出演：新垣智江、皆瀬杏樹
- Maison de Room（9月27日、GIRL'S CH）他出演：紺野ひかる、浜崎真緒
- 悪魔の踊り子女幹部 ヒーロー洗脳ダンス（10月25日、GIGA (アダルトビデオ)）

- 寝取られ巨乳妻 05（2月22日、ビッグモーカル）他出演：音海里奈、新垣智江
- 盗撮魔に狙われたエリート女医の信じられない院内ワイセツ行為の一部始終。（4月19日、山と空/妄想族）
- 唾液で責める接吻痴女（7月9日、レイディックス）
- 僕が一目惚れしたヌードダンサー 実は悪徳オーナーの言いなり性奴●だった。枕営業先で犯●れるたびに淫らに堕ちてゆく、彼女の存在があまりにも惨めだったので（7月19日、山と空/妄想族）

- 愛妻交換 後輩の妻と俺の妻を交換して中出ししまくった4日間の記録。（3月21日、溜池ゴロー） 他出演：森沢かな
- 隣人の若妻淫獄調教 アナタ以外の精液で毎日子宮を満たされています（5月23日、オーロラプロジェクト）
- あなたの嫌うあの人と・・ ～愛する妻が取引先のオヤジに弄ばれた～（8月22日、ながえスタイル）

- 最高に不愉快なゲス男のデカチンで最高に気持ちイイSEXをされてねとられた妻。（5月14日、JET映像）

### アダルトVR
- 【独占】【VR】VR長尺 「ほら！今、先っぽ挿ったでしょう!?ダメダメ！それ以上早く動かすと本当に挿っちゃうからダメ！」でもヌルヌルでズボ！結局、生挿入でうっかり生中出ししたらがっちりロックで何度も中出し強要するド淫乱に豹変！！(9月15日、Hunter (アダルトビデオ))他出演：三原ほのか

- 【VR】睡眠薬を盛られ、欲求不満な巨乳妻に3回連続強●中出しさせられた僕（5月31日、ケイ・エム・プロデュース）

- 【VR】付き合いたての彼女が僕の目の前で大胆水着ファッションショー！買い込んだ水着をウキウキで見せてくれる彼女に発情した僕のチ●ポは我慢汁だだ漏れ！興奮の相乗効果によって火照った身体が混じり合う超密着ラブラブSEXに！！！…（6月20日、ケイ・エム・プロデュース）

- 【VR】めちゃモテ入院生活VR【長尺ほぼ3時間・お見舞いに来た彼女とこっそりHした後、ドスケベ元カノ軍団が押し寄せてツボのわかった3Pで昇天！隣のベッドの薄幸そうな美少女患者もハメちゃった！射精しすぎてぐったりしてたらS級看護師2名に3P食らったとんでもない1日】（10月19日、SODクリエイト）他出演：あおいれな、大槻ひびき、篠田ゆう、波多野結衣、皆瀬杏樹

- 【VR】【8K撮影】史上最高画質で見る超密着中出しSEX【極上女優4名収録290分長尺】（10月22日、エロタイムPOP！）他出演：瀬名きらり、妃月るい

### アダルト配信
- 【独占】そこのOLさん！営業でパンパンにむくんだ脚をほぐして行きませんか？オイルマッサージで脚の根元のキワキワな部分を責められ思わず感じちゃう敏感素人さんをイカセまくって生ハメ&脚ぶっかけまでしちゃいました！（11月27日、NPJ）
- 【独占】人気AV男優につぶやき系SNSからアプローチしてきた欲求不満の若妻と浮気SEXした一部始終をこっそり盗撮して勝手にAV発売しちゃいました。（12月26日、NPJ）

- プールナンパ 12 in お台場（1月3日、プレステージ (アダルトビデオ)ナンパTV）

- 美しいけれど裕福ではない万引き若奥様を捕まえて事務所の汚い床に這いつくばらせて土下座レ●プ 旦那が謝りに来ても許さず目の前でナマ中出し！（2017年2月16日、サディスティックヴィレッジ）
- 最高の愛人と、最高の中出し性交。 12（3月2日、プレステージ (アダルトビデオ)）

- マジックミラー号 真面目に働くデパートの受付嬢 お昼休み中に抜け出し、性欲をこらえ切れず固定バイブから大喘ぎSEXへ！（3月18日、SODクリエイト）

- 募集ちゃんTV×PRESTIGE PREMIUM No31（4月7日、プレステージ）
- 【独占】見なきゃよかった…結婚間近の彼女のバイト仲間との飲み会映像3（6月19日、お夜食カンパニー）

- ラグジュTV 706（7月2日、プレステージ (アダルトビデオ)ラグジュTV ）

- 【独占】「旦那から電話かかってきちゃったからダメ!!」～最悪だけど最高に興奮するタイミング!!～出張先で新婚女上司と相部屋になり気を使うボク。夜は晩酌の相手をしながら日頃の愚痴を聞かされるハメに！だけど酔った女上司は、はだけた浴衣で密着してきて…!?（7月3日、Hunter (アダルトビデオ)）

- 【ガチな素人】 MAYUさん 24歳（8月7日、E★ナンパDX）

- 120％リアルガチ軟派伝説 vol.50（7月21日、プレステージ (アダルトビデオ)）

- ナンパTV×PRESTIGE PREMIUM 11（7月28日、プレステージ (アダルトビデオ)ナンパTV）

- まゆ（9月29日、錦糸町投稿倶楽部）

- 【独占】「ほら！今、先っぽ挿ったでしょう!?ダメダメ！それ以上早く動かすと本当に挿っちゃうからダメ！」でもヌルヌルでズボ！結局、生挿入でうっかり生中出ししたらカニばさみロックで何度も中出し強要するド淫乱に豹変!!2 超巨乳過ぎるボクの家庭教師はいつも谷間を隠さず…（10月1日、Hunter (アダルトビデオ)）

- 【独占】68歳資産7億！ 年の差40歳夫婦の誕生会NTR乱交パーティー！ 28歳現役ヤリマン嫁が68歳資産家夫の誕生日パーティーを企画！幸せなホームパーティーのはずが嫁がセフレを呼びまくって乱交パーティーに！（10月7日、NPJ）
- まゆ（10月31日、中出しシロウト）

- 【ゲス勃起】親友の彼女をハメ撮りNTR バレないように撮影したSEX投稿ビデオ（12月7日、アキノリ）

- 逸材!! ド素人の人妻は、AV志願の従順発情ペット。 まゆ はな みれい（12月25日、ビッグモーカル）

- 美しいけれど裕福ではない万引き若奥様を捕まえて事務所の汚い床に這いつくばらせて土下座レ●プ 旦那が謝りに来ても許さず目の前でナマ中出し！（2月16日、サディスティックヴィレッジ）

- 【独占】ふくらみかけの妹が超ドストライク！即フル勃起！！妹が久しぶりにボクとお風呂に入りたがるから、ヤレヤレと思いつつも妹とお風呂に入ったら少し胸がふくらんでいてビックリ！しかも、ボク好みの大きさで当然、超ドストライク！妹の体を流していたら情けない話、妹の顔も…（3月4日、Hunter (アダルトビデオ)）

- 姉の匂い 姉と弟の禁断の初挿入をとらえた近親相姦映像3組 まゆ25歳 ねね25歳 ようこ25歳（3月21日、SODクリエイト）

- まゆ（3月30日、童貞くん大好きっ！）

- 【独占】「ダメだよ！ダメ！そんなに動かしたら挿っちゃうから、お願いやめて！」超巨乳の家庭教師と素股してたらヌルヌルでヌプヌプでズボ！結局生挿入で気持ち良すぎて我慢できず抜かずの3連続生中出ししちゃったらエビ反って感じてしまう淫乱女に豹変！ボクの家庭教師は…（7月1日、Hunter (アダルトビデオ)）

- 【独占】巨乳ホテル清掃員 目隠し拘束固定バイブ放置痴●（7月1日、アパッチ）

- 【独占】「エッチしなくていいよ、擦るだけ…お願いお兄ちゃん」兄のことが好きな妹と近親素股！一人暮らしのボクの家に泊まりに来た妹。泊まりにくるのはいい、でも部屋にいるときの部屋着が超薄着で無防備過ぎる…。たまりません！しかも一緒に寝ようと言うのでもう我慢ギリギリ…（7月15日、Hunter (アダルトビデオ)）

- 【独占】「絶対許さない！私だって浮気してやる!!」巨乳義母がマジギレで浮気の仕返しセックスをボクに求めてきた！父の再婚で美人な義母ができたのですが、いつも父とイチャイチャしていて気まずいボク。そんなある日、父の浮気が発覚！だけどそれを直接言う事ができない義母は…（7月15日、Hunter (アダルトビデオ)）

- ■美脚美乳のギネス級極上ボディ■※圧倒的清楚感！彼氏いない歴6年の清純派JDが逆ナンに挑戦※タイプの男が現れて内気娘がまさかの暴走※自らホテルへ誘い出し熱烈キス※おマ○コくぱぁ淫らな秘部を見せつけ悩殺※180℃開脚ピストンがエロすぎる※巨根で無限にイキまくる！●ミソうずく膣奥ガン突きSEX!!（7月31日、街角シロウトナンパ）

- 週末金曜日の夜は気が緩む!?「夫は飲み会ばかり…私だってハメを外したい」今宵夫不在な仕事帰りの美人妻をお持ち帰り！（8月10日、ブリット）

- 一般男女モニタリングAV 子持ちの人妻が自宅で1発10万円の連続射精筆おろしチャレンジ！ 2 巨乳のママは子供と旦那が帰宅するまでに初対面の大学生の童貞くんと中出し何発できるのか！？数年ぶりに見たギンギンに勃起したチ○ポに普段抑えていた性欲が大爆発！家事育児に追…（8月17日、ディープス）

- 【独占】絶倫少年 美乳義妹連続中出し痴●～父親の再婚で突然できた美乳で美人な義理の妹を何度も何度も連続中出しで犯しまくる！～（8月17日、アパッチ）

- プラチナ級 素人清楚妻による一生思い出に残り続ける優しい童貞筆おろし～新レーベル記念特別編！撮り下ろし極上清楚妻6名＋シリーズ歴代美人妻6名（8月24日、赤面女子）

- マジックミラー号 中イキ未経験の高学歴JDがポルチオ直撃‘上体反らし寝バック’ではじめての赤面絶頂オーガズム！子宮もみほぐしマッサージで全身がトロけバカになるほど豹変イキ!!10人中10本番！（9月6日、SODクリエイト）

- ノットリ 07 これマジ!?ヒョーイ【憑依】TV 〜働く美ナース編〜（9月6日、SODクリエイト）

- 「彼氏のチ○ポじゃイケなくて…」性に悩む巨乳女子大生に白濁汁があふれ出まくるまでイってもやめないデカチン追い打ちピストン！短小早漏チ○ポの彼氏とのSEXにストレス溜まった欲求不満マ○コが連続ガチイキ！デカチン欲しがり連続中出し合計13発（9月7日、プレステージ (アダルトビデオ)DOC）

- 巨乳義姉とソープ体験!?どうしても「ソープで童貞を捨てたい」と父の再婚相手の連れ子にカネをせがむと「私でしてみる？」とまさかの展開に！？素股プレイ中に我慢できず事故を装いヌルッと生挿入！戸惑いながらもイキまくる淫乱な義姉と腰砕け中出しSEX!!（9月27日、プレステージ (アダルトビデオ)DOC PREMIUM）

- 家事代行おばさんのピタパン尻に我慢できずにバックからねじ込むデカチン即ハメ！ 7 「旦那がいるから…」断られても強引にイカせるイケメンの高速ピストン口説きSEXを完全収録！魅惑の若チ○ポに心奪われたデカ尻妻が旦那では味わえない連続絶頂合計47回！勢いあまって中出（10月7日、ディープス）

- かおり（10月12日、しろうとまんまん）

- Gカップ巨乳女子大生が人生初めてのすんごいおっぱい責め&おっぱい密着ホールド中出しSEX!!「おっぱいで興奮する男性ってかわいい！」おっぱい責めで何度も勃起する絶倫チ○ポにJDのパンツは染みまみれ!!（10月26日、プレステージ (アダルトビデオ)DOC）

- 天然ドスケベFカップ美女の彼氏とのラブホハメ撮り動画が流出！「撮られると…、ドキドキしちゃう…」きれいな顔して下は大洪水の潮吹き悶絶セックス！：ラブホのレンタルカメラ内蔵/消し忘れたハメ撮り動画 ファイル021（11月4日、プレステージ (アダルトビデオ)プレステージプレミアム）

- 一般男女モニタリングAV しごいてしゃぶってヌキまくり！大手航空会社勤務の憧れのキャビンアテンダントが無数に生えた壁ち○ぽの即ヌキに挑戦！フル勃起ち○ぽに囲まれ恥じらいながらもオマ○コが濡れてしまった黒パンスト美脚CAはザーメンまみれでノンストップ射精SEX！…（12月7日、ディープス）

- 女子校生をガチナンパ！イマドキ乙女たちのお悩みをズバッと解決！短小・包茎・早漏な彼氏とのエッチに「満足した事無いです…」っていうまだ成長中↑の巨乳な娘たちにいきなりっ！デカチンを見せたら「えっ！恥ずかしい…」なんて言ってる暇も無くズボッと挿入（SEX）へ！（12月27日、MERCURY（マーキュリー））

- 卒業式間近の男子校生応援企画！「憧れの先生と禁断の関係になりたい!!」授業中こっそり似顔絵を描くしかできなかった地味な童貞生徒が大好きな担任と二人きりでHな保健体育補習。先生の大きなおっぱいを揉んで、唾液ベロチュー、学校に内緒で生中筆おろしスペシャル！（12月28日、赤面女子）

- 【独占】美尻若妻の集団突き出しピタパン尻に大興奮！！ ヨガ教室に参加してみたら男はボク1人!?周りを見渡すとヨガのポーズでお尻が強調されたピタパン若妻だらけでとにかくエロ過ぎる！！そんな環境なので…勃起しまくり！勃起していたら当然、バレてしまい醜態をさらすハメに…（1月7日、Hunter (アダルトビデオ)）

- デカチンハードイラマとデカチンハードピストンでドMな義妹がさらにボクにどハマり！頭が良く美人でスタイル抜群！学校でもモテモテの義妹はボクのことがなぜか大好きみたいなのですが、ボクは義妹は恋愛対象外なのでどんなにエロい格好や誘惑をしてきても全く興味が…（2月7日、Hunter (アダルトビデオ)）

- 【独占】固定バイブだるまさんが転んだ11（2月9日、はじめ企画）

- 【独占】鍋パーティーNTR ～親友と彼女の最低な浮気中出し映像～（2月9日、プレミアム (アダルトビデオ)）

- 【独占】「お願いやめて!!何度もイっちゃってるって言ってるでしょう

!!」イってもイってもイキ止まらないハードピストンで巨乳家庭教師がエビ反り連続爆イキ！ ボクの家庭教師は超巨乳で眼鏡美人！勉強を教えてもらっていると胸の谷間が気になって気になって童貞のボクは勉強に…（4月19日、Hunter (アダルトビデオ)）
- 間男の好みに合わせて髪を30cm切った妻（6月6日、コスモス映像）

- 「彼女と結婚間近の幸せ彼氏に濡れたオマ○コを触らせ生ハメを誘う美人仲居」VOL.1（6月6日、DANDY）

- 欲求不満ドMシロウト人妻 美人妻たちの肉欲願望 7（9月20日、MAD）

- 二人でするヨガ。タイ古式マッサージ店盗撮。素人人妻をタイ古式マッサージの無料体験と偽り騙して癒して中出ししちゃいました 池袋編（9月28日、ビッグモーカル）

- 激逝きFカップ某企業職員！？エビぞり逝き部門金メダル級！！乳輪ピック開催で「チラッ♥」とノリ良しオープニングセレモニー!!股間に性火がともって性器の祭典が始まるぜ！！鍛えたスレンダー美BODYのアスリート級ピストン!!最高です!! /ラブホドキュメンタリー休憩2時間/45（2月7日、プレステージプレミアム(PRESTIGE PREMIUM)）

- 訳ありシロウト妻 出会い系アプリ課金でGETした令和美人妻 Vol.01（7月10日、ホットエンターテイメント）

- まみ（7月30日、しろうと目線）

- SEARCH 巨乳 ハメ撮り（12月10日、ブリット）

### イメージDVD
- Fascinating NUDE 抱きしめたくなるそのカラダ（2016年12月28日、Precious Beauty）

### デジタル写真集
- ギリギリ★あいどる倶楽部　「抱きしめたくなるそのカラダ」　南まゆ （2017年9月29日、PAD）
- WITH YOU. 南まゆ 【グラビア写真集】 ペーパーバック ? （2021年8月27日、プレステージ出版、撮影：柳沢康太）
- マインズ14ガールズ　14人の極上ヌード 週刊ポストデジタル写真集 Kindle版 [アダルト]（2021年11月1日、小学館 ）
- 真夏のタイムマシーン【グラビア写真集】Kindle版 [アダルト]（2023年10月5日、mellow出版、撮影：たまえ）
- 曖昧なままで【グラビア写真集】Kindle版 [アダルト]（2023年11月28日、mellow出版、撮影：たまえ）
- からっぽ。【グラビア写真集】 Kindle版 [アダルト]（2024年3月1日、mellow出版、撮影：たまえ）
- 最愛【グラビア写真集】 Kindle版 [アダルト]（2024年5月22日、mellow出版、撮影：たまえ）
- エロティカる: 南まゆ Kindle版[アダルト]（202年4月26日、撮影：日暮圭介）

### 写真集
- 東京の恋人（2017年5月31日、玄光社、撮影：笠井爾示）
- Love Dancer second（2017年11月21日、徳間書店、撮影：大駅寿一）
- 南まゆ写真集『踊り姫』（2023年11月27日、メンズサイゾー、撮影：日暮圭介）[9]

### 雑誌
- 週刊プレイボーイ　2015年1/26号　- グラビア - 「ヌード時代Ⅱ」
- ブブカ　2015年6月号　- インタビュー - 「AV女優直撃インタビュー」
- DMM（AVマガジン）　2015年6月号　- インタビュー - 「HATHUMONO」
- 週刊SPA　2015年6/16号　　- AV男優が考えたセックス検定 -
- 週刊プレイボーイ　2015年6/15号　- インタビュー -
- 週刊プレイボーイ　2015年7/6号　- グラビア -　「全裸ビアガーデン」
- 週刊大衆　2019年5月6・13日号　- グラビア -「笑顔が眩しいスマイルクイーン」
- 特選べっぴん若妻 2019年 07 月号　- グラビア -　表紙
- 実録ナックルズGOLD　2023年2/20号　- グラビア -「浅草ロック座がさらに進化！」

## 出演

### テレビ
- チャンネル生回転TV Midnightザップ!（2015年5月27日、BSスカパー!）
- 第1回セクシー女優ダラケ!のスカパー!水泳大会（2015年8月22日、BSスカパー!）
- 田村淳の地上波ではダメ!絶対!第9回「今夜はアトゥシナイトSP!淳監督が浅草ロック座へ潜入!」（2016年8月4日、BSスカパー!）他出演：山本晋也
- 出没アド街ック天国（2016年12月24日、テレビ東京）【浅草ロック座】他出演：武藤つぐみ[10]
- ストリップ劇場物語（2018年6月10日、BSフジ）- 南まゆ 役、他出演：広末涼子[11]
- ジョニ男のぶらぶら昭和。#10（2022年12月8日、BS松竹東急）
- イワクラと吉住の番組　ストリップに寄り添う～元BiSH MISATO ANDOが語る・女がハマるわけ～（2023年12月12日、テレビ朝日）

### ウェブテレビ
- 全裸監督（2019年8月全話配信、Netflix）2話

### ウェブバラエティ
- ガールズThursday／『南まゆの今夜のオ・カ・ズ』 2018年11月29日放送分（2018年11月29日、C wave）他出演：武藤つぐみ、牧野れいな
- ガールズThursday／『南まゆの今夜のオ・カ・ズ』2019年2月28日放送分（2019年2月28日、C wave）他出演：あけみみう、新垣智江
- ガールズThursday／『南まゆの今夜のオ・カ・ズ』2019年3月28日放送分（2019年3月28日、C wave）他出演：熊野あゆ
- ガールズThursday／『南まゆの今夜のオ・カ・ズ』2019年4月25日放送分（2019年4月25日、C wave）他出演：春乃菜乃花
- ガールズThursday／『南まゆの今夜のオ・カ・ズ』2019年5月23日放送分（2019年5月23日、C wave）出演：牧野れいな、武藤つぐみ、前田のの
- ガールズThursday／『南まゆの今夜のオ・カ・ズ』2019年6月27日放送分（2019年6月27日、C wave）出演：牧野れいな、武藤つぐみ、前田のの
- ガールズThursday／『南まゆの今夜のオ・カ・ズ』2020年2月20日放送分（2020年2月20日、C wave）出演：武藤つぐみ
- 指原莉乃&ブラマヨの恋するサイテー男総選挙（2019年3月12日、ABEMA）[12]
- カンニング竹山の土曜The NIGHT（2021年11月28日、ABEMA）[7][13]
- ロンドンハーツABEMA特別編（2022年5月31日、ABEMA）アンケート協力[14]

### オリジナルビデオ
- ガールズ・ファームII~少女奴隷牧場　（2017年3月3日、ニューセレクト）他出演；荒木まい, 川越ゆい, 北村玲奈, 深琴
- ホームジャック リバース　（2017年4月5日、ニューセレクト）他出演：範田紗々

### 舞台
- へなちょこヴィーナス（2015年9月18日 - 23日、柴田明良演出） - 額田幹 役
- 暗闇のレクイエム（2015年12月18日 - 23日、森岡利行 演出） - 幸子 役
- 月と箱舟（2016年1月27日 - 31日、那波隆史 演出） - 栄子 役

### ユニット
- MAYÜREA （2021年 - ）他出演：桜庭うれあ、雨宮留菜